# 柯尔丝滕·西内马
柯尔丝滕·西内马（英語：Kyrsten Sinema，1976年7月12日—），美国政治人物，曾任代表亚利桑那州的联邦參议员。

## 生平
西内马出生于亚利桑那州图森。她曾先后获得过杨百翰大学学士学位、亚利桑那州立大学社会工作硕士学位，2004年获亚利桑那州立大学法学院法律博士学位。后来，她又于2012年在亚利桑那州立大学获司法研究博士学位。
西内马于2002年作为独立人士首次参选亚利桑那州众议员但没有成功。2004年，她作为民主党籍候选人成功当选亚利桑那州众议员。2010年首次当选亚利桑那州参议员。
2012年，西内马成功当选代表亚利桑那州第九国会选区的联邦众议员，并连任至2018年当选联邦参议员。她在国会中的立场属于中间派，加入了由保守派民主党人组成的蓝狗联盟。
2018年，西内马成功當選聯邦參議員，是首位公开双性恋的国会议员，也是亞利桑那州首位女性聯邦參議員。
2022年12月9日，西内马宣布离开民主党、重新注册为独立人士，但她表示会继续保持自己代表民主党党团的参议院委员会席位，不会参与共和党党团。